# 유니크론
유니크론 (Unicron)은 트랜스포머 세계관에서 파괴자로서 고대 사이버트론인들에게서 창조신 프라이머스와 달리 파괴의 신이라 불린다. 또한 혼돈을 가져오는 자라도 부른다. 유니크론의 대안 형태는 거대한 기계 행성입니다. 그의 형 프리머스처럼, 그는 오토봇도 아니고 디셉티콘도 아닌 두 진영을 초월한 중립적 우주 존재이다.

## 상세
트랜스포머 세계관에서 우주 탄생시킨 전능한 존재 더 원(THE ONE)으로부터 프라이머스와 함께 창조되었다. 유니크론의 목적은 모든 트랜스포머 세계들의 파괴이다. 모든 트랜스포머 작품과 세계관에 유니크론은 다중우주에서 차원을 뛰어 넘어 온 동일 인물이라는 설정을 가지고 있다.
열세 명의 최초의 프라임에게 패배 당한적이있으며 유니크론을 파괴할 수 있는 것은 프라이머스의 힘인 매트릭스 오브 리더 쉽(Matrix of Leadership)의 힘이다. 얼라인드 세계관에서는 다크 에너존이 유니크론의 피 라는 설정이 있으며 같은 얼라인드 세계관 애니메이션 트랜스포머 프라임에서는 지구의 핵이 유니크론이라는 설정을 가지고 있다.